# Kizilgaha-Grotten
Die Kizilgaha-Grotten (chinesisch 克孜尔尕哈石窟, Pinyin Kèzī’ěrgǎhā shíkū) sind eine buddhistische Höhlentempelstätte im Kreis Kuqa im Uigurischen Autonomen Gebiet Xinjiang. Die bis ins 5. Jahrhundert zurückgehenden Höhlen befinden sich im Nordwesten von Kuqa.
Die Kizilgaha-Grotten stehen seit 2001 auf der Denkmalliste der Volksrepublik China (5-472).
In ihrer Nachbarschaft befindet sich der Kizilgaha-Alarmfeuerturm. ▼